# Кампанеда (Сасари)
Кампанеда је насеље у Италији у округу Сасари, региону Сардинија.
Према процени из 2011. у насељу је живело 128 становника. Насеље се налази на надморској висини од 71 м.